# Onthophagus lacustris
Onthophagus lacustris là một loài bọ cánh cứng trong họ Bọ hung (Scarabaeidae).